# Islord
Islord, egentligen Rodney Stevenson, också känd som Thief of Baghdad,[källa behövs] var en av medlemmarna i gruppen Killarmy inom hiphopkollektivet Wu-Tang Clan.